# Amauropelma anzses
Amauropelma anzses là một loài nhện trong họ Ctenidae.
Loài này thuộc chi Amauropelma. Amauropelma anzses được miêu tả năm 2001 bởi Raven & Stumkat.